# Gatchaman Crowds
Gatchaman Crowds (ガッチャマンクラウズ Gatchaman Kurauzu?) es una serie de anime del año 2013, producida por Tatsunoko Production. Es el quinto proyecto de animación japonesa producida sobre la base de la serie original del anime Gatchaman de 1972, y es dirigida por Kenji Nakamura. La serie se emitió en NTV entre el 12 de julio de 2013 y el 27 de septiembre de 2013. Fue transmitida simultáneamente por Crunchyroll. Una segunda temporada titulada Gatchaman Crowds Insight ha sido anunciada. La primera temporada ha sido licenciada por Sentai Filmworks en América del Norte y fue transmitida en los Estados Unidos en The Anime Network. En octubre de 2024, Anime Onegai adquirió los derechos de transmisión de la serie de forma subtitulada en América Latina.

## Argumento
La serie tiene lugar a principios del verano de 2015 y se encuentra situada en la ciudad de Tachikawa, Japón. La "segunda metrópolis" de Tokio, Tachikawa está protegida por los "Gatchaman", guerreros que luchan en trajes especiales reforzados e impulsados por la manifestación de sus poderes espirituales llamados NOTE. Tras la presentación de su miembro más reciente, la enérgica y alegre Hajime Ichinose, los Gatchaman deben hacer frente a su mayor amenaza, una criatura alienígena enigmática, empeñada en destruir la Tierra, al igual que lo hizo con varios otros planetas en el pasado.

## Personajes
Hajime Ichinose (一ノ瀬 はじめ Ichinose Hajime?) (G-101)
Seiyū: Maaya Uchida
Es la protagonista de la serie, una joven de 16 años de edad, estudiante de secundaria que viven en la ciudad de Tachikawa , es nueva miembro del grupo G-Crew. Ella es alegre y enérgica, tiene espíritu artístico y es un poco extraña, pero en el buen sentido ya que es una ávida coleccionista de artículos de papelería y por lo general se pone demasiado excitada cuando encuentra un elemento que despierta su interés. Ella se puso bajo la responsabilidad de Sugane, pero por lo general desobedece sus órdenes y actúa por su cuenta. Sus acciones, a pesar de parecer irresponsable al principio, suelen traer resultados positivos e inesperados nunca antes vistos en la actividad Gatchaman. Su forma Gatchaman tiene la apariencia de una niña con coletas de color rosa y pelea con grandes tijeras y otras herramientas basadas en la papelería. El color de su NOTE es blanco.
Sugane Tachibana (橘 清音 Tachibana Sugane?) (G-96)
Seiyū: Ryota Osaka
Un chico que actúa y habla como un samurái. Él ha estado con el grupo G-Crew durante cinco años y está desconcertado por Hajime desde el momento que la conoce, dándole a pensar en cosas que nunca había pensado eran posibles. Inicialmente, se encuentra con Hajime molesto y desconsiderado, pero con el tiempo empieza a entenderla. Su forma Gatchaman sigue el modelo de un cisne y se basa en técnicas de espada samurái. Su forma Gatchaman también muestra increíble agilidad y la capacidad de permanecer en paredes y techos. Su NOTE es de color negro.
Joe Hibiki (枇々木 丈 Hibiki Jō?) (G-89)
Seiyū: Daisuke Namikawa
Un graduado de la Universidad de Tokio que ha estado en el G-Crew durante 10 años. Él tiene sentimientos de desesperación y vació hacia la raza humana y piensa que el lapso de tiempo del mundo es limitado. Sin embargo, después de reunirse con Hajime, su entusiasmo y pasión por el trabajo revive. Trabaja para el "Departamento de Seguridad de Vida" del ayuntamiento durante el día, el uso de gafas le permite mantener un aspecto formal y atractivo. Sin embargo, por la noche, deja que su cabello suelto (revelando un poco de pelo naranja), se quita sus gafas, y se convierte en un gran bebedor y fumador. Él llama a Hajime "damita" y él mismo un "hombre viejo". Él tiene cierto interés en Hajime, pero lo oculta por ser distante hacia ella. Su forma Gatchaman sigue el modelo de un oni y puede manipular las llamas, volar con propulsión a chorro, y lanzar sus antebrazos. Su NOTE es de color rojo.
OD ( Ō Dī?) (G-12)
Seiyū: Daisuke Hosomi
De mal humor, hombre afeminado, mitad alienígena que dirige el CAGE - la base Gatchaman de operaciones - además de ser una parte del G-Crew. Su eslogan es "Estás exagerando!". Se hace llamar "un Gatchaman triste que no se puede transformar", siendo así que él no puede participar en las misiones. Más tarde, se revela que sus poderes Gatchaman son tan fuertes, que el mundo entero podría ser destruido en caso de activarlos. Él muestra una extravagante personalidad juguetona cuando está alrededor de otros, pero posee un comportamiento sombrío, serio, cuando está solo. Él tiene un gato llamado Altair (アルタイル), llamado "Al", para abreviar. Su NOTE es de color verde.
Utsutsu (うつつ?)) (G-99)
Seiyū: Kotori Koiwai
Una estudiante de primer año de la Academia Privada Tachikawa. Ella trabaja como voluntaria cuidando de las flores en la ciudad Tachikawa en el Jardín Verde Internacional. Ella no tiene una imagen muy positiva de sí misma, y teme acercarse a otros. El único al que inicialmente puede hablar con normalidad es OD, con quien vive, aunque finalmente se acerca a Hajime y los demás miembros. Su eslogan, y casi lo único que suele decir a cualquiera, es "Soy pesimista (う つ う つ し ま す utsuutsu shimasu?)", Que es un juego de palabras con su nombre. Utsu-Do tiene la capacidad de crear, copias independientes perfectas de sí misma, que están conectados a ella por un vínculo mental leve, permitiendo que ella esté en varios lugares a la vez. También exhibe una capacidad de drenar la energía vital de los seres vivos con su mano derecha y darlo a los demás con su izquierda, aunque el uso excesivo de este último pone su vida en riesgo a menos que ella toma fuerza de la vida de otra cosa. Este rasgo también se traslada a su forma Gatchaman, el modelo de una chica que llevaba un traje con capucha, que posee dos grandes brazos extensibles que terminan en manos con formas de garras. Su NOTE es de color amarillo.
Paiman (パイマン?)) (G-3)
Seiyū: Aya Hirano
Un Gatchaman alienígena enviado a la Tierra por JJ y el miembro de más larga duración de la G-Crew, que se remonta cientos de años. Él tiene plena confianza y el respeto de JJ y sus profecías, sobre todo porque JJ lo hizo el líder del equipo. También le da al equipo sus órdenes. Paiman exige respeto, tacto y la obediencia de su compañero Gatchaman, pero a menudo se pasa por alto, sobre todo por Hajime. Él tiene una apariencia similar a los pandas, pero absolutamente odia ser referido como uno. A pesar de esto, él tiene una gran colección de mercancía panda escondido en su habitación. Su forma Gatchaman lo transforma en una gran forma de bestia con ruedas que puede viajar a altas velocidades y llevar a otros pasajeros. Sin embargo, su cobardía hace que rara vez participe en las batallas. Su NOTE es de color rosado.
J.J. Robinson (J・J・ロビンソン Jē Jē Robinson?)
Seiyū: Katsuji Mori
Un miembro del consejo de administración, y el guardián de la Tierra. -- Él es un hombre que ha mirado después vidas nacidos en la galaxia durante muchos años.-- Con el poder de crear NOTES de la esencia de otros seres, elige seleccionar personas para unirse a la Gatchaman y les asigna misiones, basadas en sus pronósticos. -- Afirma que hay una existencia enemiga que será imposible para repeler a los poderes de la ciencia.-- JJ se ve a menudo haciendo pájaros de origami, cada uno en representación de un miembro del G-Crew u otro jugador importante en el conflicto. JJ está interpretado por el mismo Seiyū de Ken el Águila de la serie original, en la década de 1970.
Rui Ninomiya (爾乃美家 累 Ninomiya Rui?)
Seiyū: Ayumu Murase
Un chico que vive en el último piso de clase alta, en los departamentos Glorious Tower Toyosu in Tokyo's Koto. Su mejor carta es su excelente intelecto. Él es trilingüe, es capaz de hablar Inglés, japonés y chino. Después de educarse a sí mismo utilizando sitios web educativos y aprender a escribir código de hackers informáticos de todo el mundo, desarrolló la red de servicios sociales "GALAX"  con más de 200 millones de usuarios en todo el mundo. Él cree que la sociedad actual tiene fallas y afirma que es su deber es actualizarla para mejorarla, por lo que frecuentemente menciona "upgrading the world". Cuando esta en público, Rui se disfraza, por lo general como una chica rubia a la moda punk rocker, y es conocido por los usuarios Galax como LOAD. Él también posee su propia NOTE, de color morado con un logotipo diferente en la portada, forjado sobre él por Berg Katze, pero se abstiene de usar sus poderes a pesar de los intentos de Berg para obligarlo a hacer algo así, y más tarde su logo cambia a la misma forma que se ve en los utilizados por los Gatchaman, lo que implica que se ha convertido en uno de ellos.
Entre los usuarios de Galax, Rui selecciona cien individuos, conocidos como The Hundred, utiliza un sistema conocido como CROWDS para ayudar en desastres. Al encontrarse con Hajime y confirmando la existencia de Gatchaman, Rui intenta persuadir a Utsu-tsu y Sugane dejen de ser Gatchaman, como el concepto de "super héroes" sería obsoleto en el mundo actualizado. Rui también cree que la gente llegaría a ser demasiado dependiente de Gatchaman para resolver problemas y prevenir desastres. Después de Katze se hace cargo de la red GALAX copiando la forma de Rui, Rui se une a los Gatchaman para tratar de impedir el control de GALAX por parte de Katze.
Berg Katze (ベルク・カッツェ Beruku Kattse?)
Seiyū: Mamoru Miyano
Es un individuo andrógino, misterioso, que lleva el nombre del villano principal de la serie original. Katze tiene el poder de asumir la identidad de cualquier persona con solo besarlos, habilidad que utiliza para involucrar personas al azar e incriminarlas en diversos delitos. Katze también muestra poderes de levitación y la teleportación. Tanto Paiman y OD parecen conocer a Katze, que también posee una NOTE, de color dorado con un símbolo único. Según ellos, Berg Katse es un ser malicioso cuyo objetivo es destruir toda la vida en el universo poniendo en contra unos a otros a todos los individuos de los planetas que ataca, lo que lleva a aniquilarse mutuamente a sí mismos.
X (Ekkusu?)
Seiyū: Sakura Tange
X es una inteligencia artificial creado por Rui para supervisar GALAX y realizar minería de datos relacionada con toda la información obtenida de sus usuarios de todo el mundo, para ayudar a sus planes. Rui lo ve como su único amigo y el único que realmente puede confiar, hasta que Berg Katse secuestra a X tomando la forma de Rui. Al igual que Katze, X es el nombre del Presidente X, un villano principal de la serie original.

## Media

### Anime

#### Lista de episodios
El opening es "Crowds" de White Ash mientras que el ending es "Innocent Note" de Maaya Uchida.
| # | Título         | Estreno             |
| --- | -------------- | ------------------- |
| 1 | «Vanguardia»   | 12 de julio de 2013 |
| Hajime Ichinose es una estudiante de secundaria bastante excéntrica, ávida coleccionista de artículos de papelería. Un día, ella conoce un hombre misterioso llamado JJ quien saca del cuerpo de Hajime una pequeña libreta llamada NOTE, declarándola ser el nuevo miembro del equipo de Gatchaman. Más tarde lee las palabras que aparecen en su NOTE y se direge al centro comercial, donde un Gatchaman llamado Sugane Tachibana logra derrotar a un extraterrestre que se había disfrazado como un ser humano. Más tarde ese día, Sugane lleva a Hajime al escondite de los Gatchaman donde conoce a los otros miembros, Joe Hibiki, OD, Utsutsu, y su líder, Paiman. Sugane explica que su deber es proteger a la Tierra de una raza alienígena conocida como MESS que secuestra humanos. Hajime y Sugane pronto son llamados por JJ para combatir a MESS en la estación de autobuses, allí Hajime se transforma por primera vez.                                                                                           |                |                     |
| 2 | «Asimetría»    | 19 de julio de 2013 |
| Sugane se molesta con Hajime después de que ella interfiere y permite que el MESS se escape. Al día siguiente, Hajime se muda a un nuevo bloque de apartamentos donde vive la otra Gatchaman. Más tarde ese día, Hajime enseña a Sugane sobre una aplicación social popular llamado GALAX, que permite a los usuarios en las proximidades se ayuden entre sí, y decide llevarlo a una reunión de seguimiento en línea. Más tarde, como Hajime y Sugane son enviados a luchar contra otro MESS, Hajime decide no luchar contra el alíen, logra comunicarse, llegando a hacerse amigo de él. Mientras tanto, la misteriosa figura causa de accidente, alguien llamado Rui se deleita con el éxito de la aplicación GALAX |                |                     |
| 3 | «Futurismo»    | 26 de julio de 2013 |
| Después que Hajime se hiciera amiga del MESS, ella decidió apodarle Messy, después de este evento no se reporta más casos de secuestros que impliquen a los MESS, posteriormente se conoce que los MESS habían liberado a todos los humanos que secuestraron, -- lo que lleva a la otra Gatchaman para convertirse en curiosidad por saber si eran hostiles en absoluto--. Al día siguiente, los usuarios Galax en la escuela de Hajime y de Sugane reciben mensaje de Rui, bajo el disfraz de X, leche en mal estado ha sido enviada a su escuela, esto alerta a Hajime y otros estudiantes a correr la voz. Con la ayuda de Sugane, Hajime se las arregla para advertir a los demás estudiantes y apagar las máquinas de venta que distribuyen la leche. Más tarde ese día, cuando un accidente de helicóptero pone algunos ciudadanos en una góndola en riesgo, Rui aprueba el uso de algo que se conoce como 'Crowds', mientras que Joe se encuentra con un Alien capaz de asumir la forma de un ser humano con solo besarlo. |                |                     |
| 4 | «Kitsch»       | 2 de agosto de 2013 |
| Los Crowds se revelan como seres extraños, controladas por los usuarios Galax, que ayudan a estabilizar la góndola hasta que llegue la ayuda. Mientras tanto, Joe lucha contra el extraño alienígena, conocido como Berg Katse, Joe es golpeado por el alienígena y al vencerlo quita del cuerpo de Joe su NOTE. Como Joe transmite esto a los demás, Paiman y OD permanecen extrañamente tranquilos en la base. Más tarde, Hajime oye de Utsutsu sobre su poder y cómo le impide tocar a otros. Mientras tanto, se muestra a Rui como consiguió la capacidad Crowds de Berg. Al día siguiente, Rui se sorprende al presenciar como Berg utiliza la forma de otro ser humano, corriendo y matando a varios ciudadanos inocentes, justo en frente de él. |                |                     |
| 5 | «Colaboración» | 9 de agosto de 2013 |
| Hajime discute con Sugane y Paiman acerca de por qué los Gatchaman son tan reservados. Rui habla con uno de sus 'Hundred', Umeda, que tiene sus propios ideales, él piensa que los Crowds deben ser utilizados para matar a los malos políticos y obtener el crédito por ello, en contra de la visión de Rui de un mundo desinteresado. Mientras tanto, Hajime y los otros se unen a otra reunión offline GALAX, ingresan a través de un túnel donde el techo se derrumba y ha consecuencia de ello comienzan ayudar a los heridos. Como la situación es demasiado para ellos solos, Rui permite a regañadientes el uso de las Crowds para ayudar a evacuar a los ciudadanos. Cuando se produce un incendio, Hajime decide usar sus poderes de Gatchaman. |                |                     |